# Денгчен
Денгчен (тиб. སྟེང་ཆེན་རྫོང་, Вайли: steng chen rdzong, кит. упр. 丁青县, пиньинь Dīngqīng xiàn) — уезд в городском округе Чамдо, Тибетский автономный район, КНР.

## История
Уезд был создан в 1959 году.

## Административное деление
Уезд делится на 2 посёлка и 11 волостей:
- Посёлок Денгчен (丁青镇)
- Посёлок Чиду (尺犊镇)
- Волость Мута (木塔乡)
- Волость Бута (布塔乡)
- Волость Бада (巴达乡)
- Волость Ганьан (甘岩乡)
- Волость Гата (嘎塔乡)
- Волость Сэчжа (色扎乡)
- Волость Сесюн (协雄乡)
- Волость Сандо (桑多乡)
- Волость Дандуй (当堆乡)
- Волость Шагун (沙贡乡)
- Волость Цзюээнь (觉恩乡)